# Macroglossum alluaudi
Macroglossum alluaudi is een vlinder uit de familie van de pijlstaarten (Sphingidae). De wetenschappelijke naam van de soort werd in 1893 gepubliceerd door de Joannis.